# Emilio Calderón
Emilio Calderón (* 1960 in Málaga) ist ein spanischer Schriftsteller und Verleger.

## Leben
1980 begann Calderón „Film und Fotografie“ zu studieren. Doch bereits nach wenigen Semestern ging er nach Madrid an die Universidad Complutense (UCM), um Geschichte (Frühe Neuzeit) zu studieren. Über dieses Studium kam er dann auch an das Museo Arqueológico Municipal, wo er mithelfen konnte, den Bestand zu katalogisieren.
Nach erfolgreicher Beendigung seines Studiums gründete Calderón 1980 in Madrid den Verlag Editorial Cirene, in dem viele seiner frühen Veröffentlichungen erschienen.
2003 hielt sich Calderón einige Zeit, unterstützt mit einem Valle-Inclán-Stipendium, in Rom auf.
Derzeit (2011) lebt Calderón als Schriftsteller und Verleger in Madrid.

## Ehrungen
- 2008 Fernando-Lara-Preis für den Roman El judío de Shanghai.
- 2009 Premio Planeta (novela finalista) für den Roman La bailarina y el inglés.

## Werke (Auswahl)
Kinder- und Jugendbücher
- Retrato de und detective enamorado. Anaya, Madrid 1997, ISBN 84-207-8270-X (Espacio abierto; 54).
- El cielo encendido y otros misterios. Anaya, Madrid 2004, ISBN 84-667-3684-0 (El duende verte; 137).

Romane
- Die Karte Gottes. Roman („El mapa del creador“). Ullstein Verlag, Berlin 2009, ISBN 978-3-548-26953-5 (übersetzt von Luis Ruby).
  - Die Karte Gottes. Hörbuch. Gekürzte Lesung. Audio Media, München 2009, ISBN 978-3-86804-508-6 (6 CDs, gelesen von Anke Susanne Hoffmann).
- La bailarina y el inglés. Planeta, Barcelona 2009, ISBN 978-84-08-08924-7.
- Das Geheimnis von Meißen. Historischer Roman („El secreto de la porcelana“). List Verlag, Berlin 2009, ISBN 978-3-548-60931-7 (übersetzt von Maria Hoffmann-Dartevelle).
- El judío de Shanghai. Planeta, Barcelona 2008, ISBN 978-84-08-08151-7.

Sachbücher
- Amantes y bastardos de los reyes de España. Editorial Cirene, Madrid 1993, ISBN 978-84-87721-12-0.
- Crímenes, Criminales y ejeccutados célebres. Editorial Cirene, Madrid 2009, ISBN 978-84-87721-08-3.
- El rey ha muerto. Editorial Cirene, Madrid 1991, ISBN 978-84-87721-05-2 (Argumentos; 2).